# Ярославская ТЭЦ-3
Ярославская ТЭЦ-3 — теплоэлектроцентраль в Ярославле, производитель электроэнергии и тепла для промышленных предприятий и жилищного фонда Ярославля.
ТЭЦ-3 является обособленным подразделением Главного управления ПАО «ТГК-2» по Ярославской области.

## История
Строительство Ярославской ТЭЦ-3 началось в 1958 году. Пуск первой турбины ТЭЦ для обеспечения энергией Ярославского нефтеперерабатывающего завода состоялся 11 октября 1961 года. К 1970 году электрическая мощность была доведена до 320 МВт, тепловая до 910 Гкал/ч.
До 1993 года Ярославская ТЭЦ-3 входила в государственное производственное объединение энергетики и электрификации «Ярэнерго», которое в ходе приватизации было преобразовано в акционерное общество открытого типа. В связи с реформированием энергетической отрасли в 2003 году было создано Ярославское энергетическое акционерное общество открытого типа (АООТ «Ярэнерго»), которое затем получило название ОАО «Ярэнерго». В феврале 2005 года создана «Территориальная генерирующая компания № 2» (ТГК-2), которая с июля 2006 года ведёт операционную деятельность как единая компания.

## Современное состояние

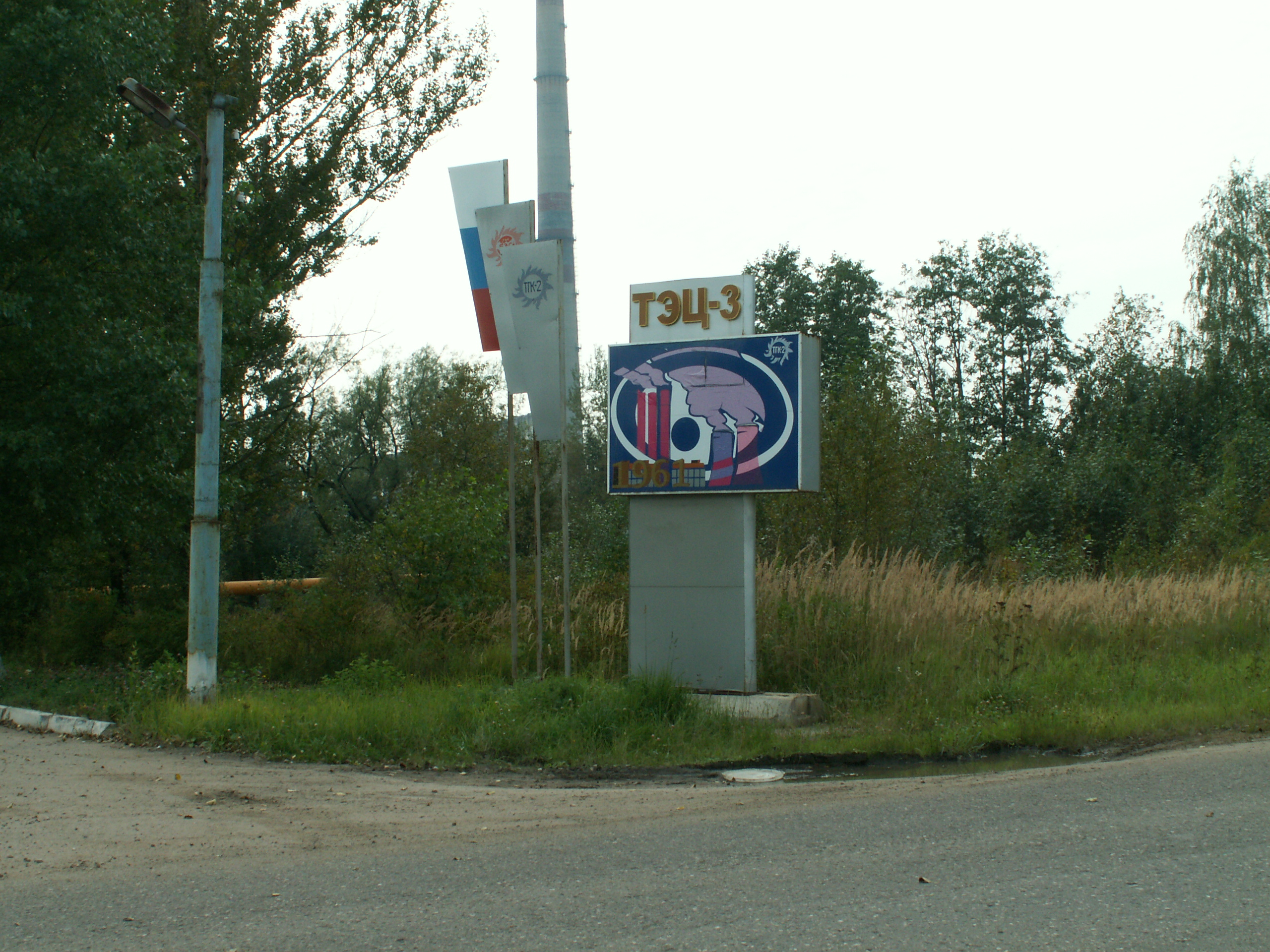
Знак у въезда на ТЭЦ

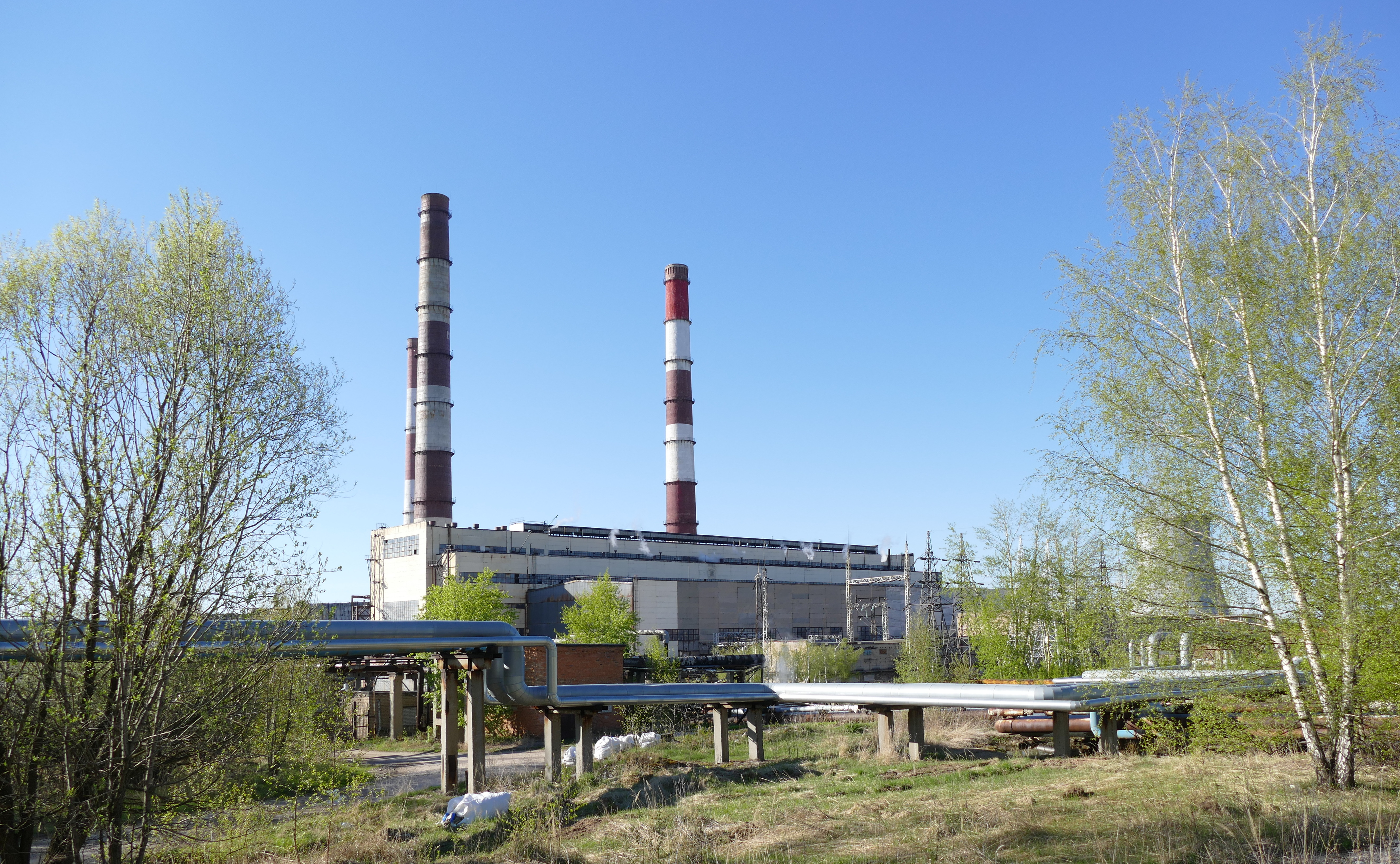
Ярославская ТЭЦ-3

В состав Ярославской ТЭЦ-3 входят 6 турбин, 7 энергетических и 4 водогрейных котла.
Теплоэлектроцентраль снабжает тепловой энергией южный промышленный узел Ярославля, в первую очередь нефтеперерабатывающий завод «Славнефть-ЯНОС», а также около трети жилищного фонда города.
Оперативное управление работой ТЭЦ осуществляет Ярославское региональное диспетчерское управление — филиал ОАО «СО ЕЭС». В операционную зону РДУ входят также Ярославская ТЭЦ-1 и Ярославская ТЭЦ-2 мощностью 131 и 325 МВт, Угличская ГЭС и Рыбинская ГЭС мощностью соответственно 110 и 346,4 МВт, ТЭЦ ООО «Яртехуглерод» мощностью 24 МВт, а также ТЭЦ, ГТЭС и ГТУ НПО «Сатурн» мощностью 16, 12 и 5 МВт.
Установленная электрическая мощность ТЭЦ-3, по отчету ТГК-2 за 2007 год, составляет 345 МВт, тепловая — 1665 Гкал/час. Производство электроэнергии в 2005 году составило 1,271342 млрд кВт·ч (в том числе 72 % по теплофикационному циклу), отпуск тепловой энергии — 2 734 033 Гкал (в том числе 90 % отработанным паром).

## Перечень основного оборудования
| Агрегат                              | Тип             | Изготовитель                                     | Количество | Ввод в эксплуатацию     | Основные характеристики | Основные характеристики | Источники |
| Агрегат                              | Тип             | Изготовитель                                     | Количество | Ввод в эксплуатацию     | Параметр                | Значение                | Источники |
| ------------------------------------ | --------------- | ------------------------------------------------ | ---------- | ----------------------- | ----------------------- | ----------------------- | --------- |
| Оборудование паротурбинных установок |                 |                                                  |            |                         |                         |                         |           |
| Паровой котёл                        | ТГМ-84(А)       | Таганрогский котельный завод «Красный котельщик» | 5          | 1962—1967 г.            | Топливо                 | газ, мазут              | [ 3 ]     |
| Паровой котёл                        | ТГМ-84(А)       | Таганрогский котельный завод «Красный котельщик» | 5          | 1962—1967 г.            | Производительность      | 420 т/ч                 | [ 3 ]     |
| Паровой котёл                        | ТГМ-84(А)       | Таганрогский котельный завод «Красный котельщик» | 5          | 1962—1967 г.            | Параметры пара          | 140 кгс/см2, 570 °С     | [ 3 ]     |
| Паровой котёл                        | БКЗ-320-140ГМ-8 | Барнаульский котельный завод                     | 1          | 2002 г.                 | Топливо                 | газ, мазут              | [ 3 ]     |
| Паровой котёл                        | БКЗ-320-140ГМ-8 | Барнаульский котельный завод                     | 1          | 2002 г.                 | Производительность      | 320 т/ч                 | [ 3 ]     |
| Паровой котёл                        | БКЗ-320-140ГМ-8 | Барнаульский котельный завод                     | 1          | 2002 г.                 | Параметры пара          | 140 кгс/см2, 570 °С     | [ 3 ]     |
| Паровая турбина                      | ПТ-65/75-130/13 | Ленинградский металлический завод                | 4          | 1961—1966 г.            | Установленная мощность  | 65 МВт                  | [ 3 ]     |
| Паровая турбина                      | ПТ-65/75-130/13 | Ленинградский металлический завод                | 4          | 1961—1966 г.            | Тепловая нагрузка       | — Гкал/ч                | [ 3 ]     |
| Водогрейное оборудование             |                 |                                                  |            |                         |                         |                         |           |
| Водогрейный котёл                    | ПТВМ-180        | Барнаульский котельный завод                     | 3          | 1982 г. 1983 г. 1986 г. | Топливо                 | газ, мазут              | [ 3 ]     |
| Водогрейный котёл                    | ПТВМ-180        | Барнаульский котельный завод                     | 3          | 1982 г. 1983 г. 1986 г. | Производительность      | 180 Гкал/ч              | [ 3 ]     |